# Зенцова
Зенцова — деревня в Нижнеудинском районе Иркутской области

## География
Деревня находится в 35 км от Атагая.

## Население
По данным Всероссийской переписи населения 2010 года население НП составило 164 человек

## Власть
Деревня в административном плане относится к Широковскому муниципальному образованию Нижнеудинского района
Иркутской области